# Eberhard Veit
Eberhard A. Veit (* 28. April 1962 in Göppingen) ist ein deutscher Manager und ehemaliger Vorstandsvorsitzender der Festo AG. Er ist Gesellschafter der 4.0-veIT GmbH, eines der 10 größten und einflussreichsten Aufsichtsratsbüros in Deutschland.

## Leben
Nach seinem Maschinenbaustudium an der Universität Stuttgart begann er seine Berufslaufbahn bei der Firma Gebr. Märklin & Cie. GmbH und war dort ab 1986 für die Entwicklung von Mechatronik-Produkten verantwortlich. Als Leiter für Forschung und Entwicklung war er im Anschluss bei der Firma Alfred Kärcher GmbH & Co. KG an den Erfolgen der dortigen Consumer-Linie beteiligt. 1997 wechselte Veit als Vorstand Produkt- und Technologie-Management zur Festo AG.
Im Jahre 2000 wurde Veit mit der Dissertation Roboterstaubsauger für den Haushalt: Entwicklung eines Funktionsmodells mit Steuerungsalgorithmus an der Technischen Universität München promoviert. Für seine Arbeit erhielt er den Deutschen Innovationspreis.
2003 wurde er Sprecher des Vorstandes der Festo AG und 2008, neben seiner Verantwortung für das Produkt- und Technologie-Management, dessen Vorsitzender. Diese Funktion hatte er bis Dezember 2015 inne. Seit 2016 betreibt er sein eigenes Unternehmen 4.0 VeIT und bekleidet neun Aufsichtsratsmandate. Damit gehört sein Büro zu den zehn einflussreichsten deutschen Aufsichtsgremien. Des Weiteren ist er ab April 2019 Gesellschafter der Robert Bosch Industrietreuhand KG, die 93 % der Stimmrechte der Robert Bosch GmbH hält.
Eberhard Veit ist verheiratet, lebt in Göppingen und hat einen Sohn.

## Mandate
- Aufsichtsrat der TÜV SÜD AG[5]
- Aufsichtsrat der Windreich AG (bis 2011)[6]
- Juror des Spitzencluster-Wettbewerbs der Bundesregierung[7]
- Mitglied der Expertenkommission des Stifterverbands für die deutsche Wissenschaft[8]
- Mitglied des Kuratoriums des Fraunhofer-Instituts für Arbeitswissenschaft und Organisation (IAO) an der Universität Stuttgart[9]
- Präsident des Verwaltungsrates der Membran Technologie AG (bis 2009)[10]
- Vorstandsmitglied des VDMA[11]
- Beirat der Hannover Messe[12]
- Mitglied des Innovationsrats des Landes Baden-Württemberg[13]
- Mitglied des Aufsichtsrats der Carl Zeiss AG.
- Mitglied des Aufsichtsrats der SICK AG
- 2009: Mitglied der Deutschen Akademie der Technikwissenschaften (Acatech)
- 2008: Senatsmitglied der Deutschen Akademie der Technikwissenschaften (Acatech)
- 2016: Beirat Phoenix Contact GmbH
- 2019: Aufsichtsratsvorsitzender der Bizerba SE & Co KG

## Auszeichnungen
- 2000: Deutscher Innovationspreis für seine Dissertation
- 2010: Staufermedaille[14]
- 2017: Verdienstorden des Landes Baden-Württemberg